# Casa Lambert

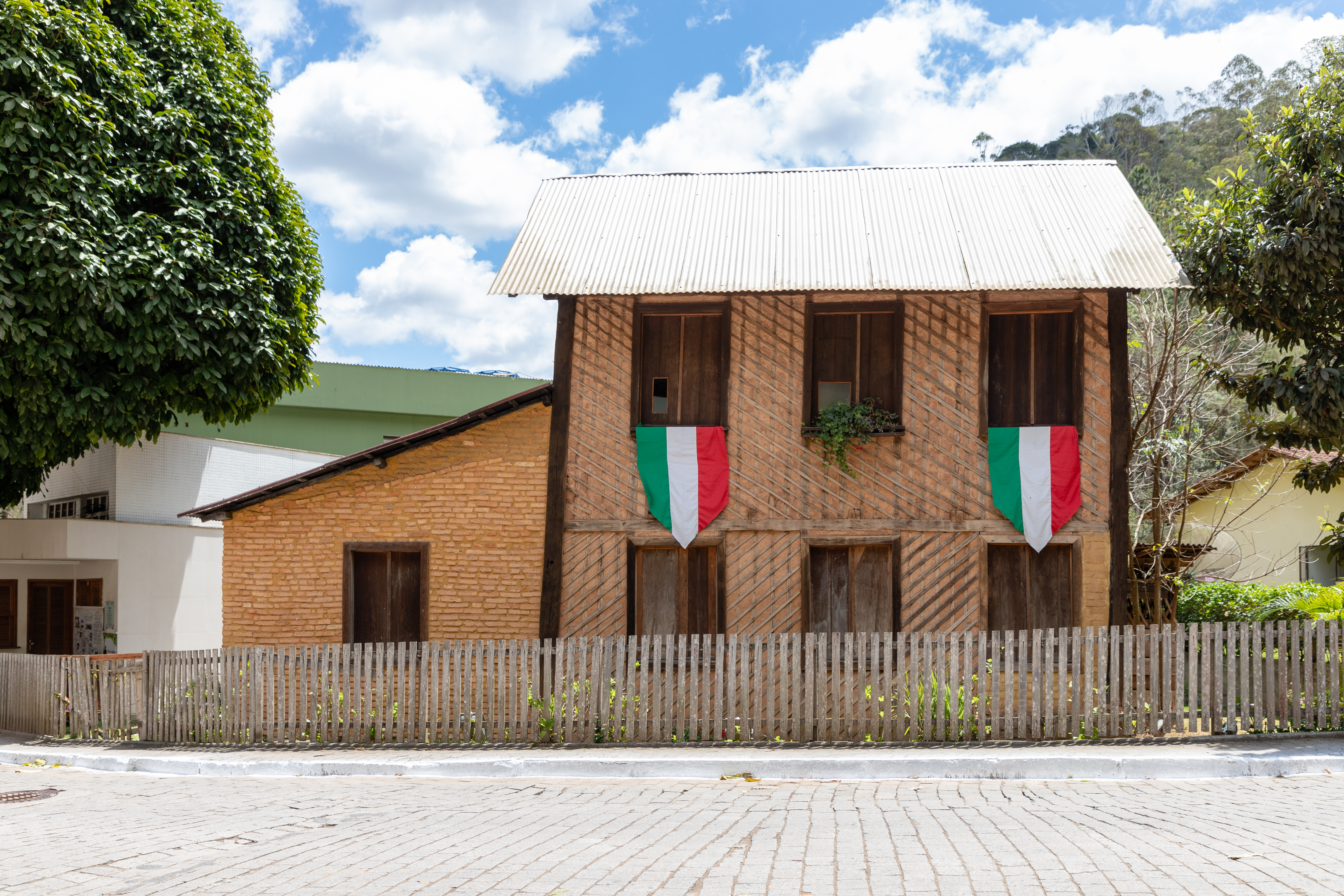
Residência Virgilio Lambert, Santa Teresa, Espírito Santo.

A Casa Lambert é uma construção histórica fundada em 1875 pelos irmãos Antônio e Virgílio Lambert, imigrantes italianos que se estabeleceram durante o século XIX no atual município de Santa Teresa, no interior do estado do Espírito Santo e considerada a primeira colônia de italianos no Brasil.

## História
De acordo com pesquisas históricas, os irmãos Antônio e Virgílio, e Ermínia Lambert (filha de Virgílio) saíram da Itália, da região de Centa, no Trentino, e desembarcaram no Brasil no ano de 1875 no navio Rivadávia. Eles chegaram no Rio de Janeiro, de onde seguiram viagem para o Espírito Santo, ainda no início da colonização de Santa Teresa, região então conhecida como Núcleo do Timbuhy. 
Antônio era pintor e escultor, tendo frequentado a Academia de Belas Artes de Veneza. Já seu irmão Virgílio, tinha experiência em manutenção de navios. Construíram a casa para estabelecer a família na região e logo começaram a trabalhar com plantações de café, em simultâneo, em que iniciaram a sericultura — cultivando bicho-da-seda, recebendo reconhecimento internacional.
A casa manteve-se na família Lambert com o passar dos anos até 2007. Com o processo de urbanização, a estrada São Lourenço cortou o seu quintal, separando-a da capela construída pelos irmãos. Esse e outros avanços urbanos levaram à realização de alterações na estrutura interna e externa da casa no século XIX e XX.

## Características
A Casa Lambert foi construída.
junto ao rio São Lourenço, utilizando a técnica de pau a pique, também conhecida como taipa de mão ou estuque, tanto interna quanto externamente. Apresenta dois pavimentos de planta retangular e armação de taipa com varas colocadas no sentido diagonal. Originalmente, a Casa era coberta de tabuinhas, hoje substituídas por telhas de zinco e o piso original de chão batido foi substituído por friso de madeira.
A técnica de pau a pique, utilizada pelos Lambert, predominou nas residências construídas pelos primeiros imigrantes italianos que se estabeleceram no Brasil, sendo também uma referência às tradições encontradas então no Trentino.
Ao longo dos anos, passou por algumas alterações, com a construção de cozinha, banheiro e área de serviço, além da adição do telhado de zinco.

## Tombamento
A Casa Lambert foi tombada como patrimônio histórico pela Secretaria de Cultura do Estado do Espírito Santo em 1985, devido à sua importância cultural, sendo uma das primeiras construções edificadas no local. Continuou servido de moradia dos herdeiros dos Lambert até 2007, quando foi comprada e transformada em espaço cultural.
Após passar por restauração em 2010, a Casa Lambert foi aberta ao público em 2011. Funciona hoje como Casa da Memória, contando a história da imigração italiana na região e também da família Lambert. Ela pode ser visitada nas sextas-feiras, sábados, domingos e feriados de 08h às 11h e 12h30 às 15h30.